# Jomala
Jomalas Kommune er en kommune på Ålandsøerne, der ligger på øen fasta Åland. Mod vest ligger Hammarland Kommune, mod nord Finström Kommune, mod øst Lemland og Sund kommuner samt mod syd byen Mariehamn.
I kommunen er der følgende landsbyer: Björsby, Buskböle, Dalkarby, Djurvik, Gottby, Gölby, Hammarudda, Ingby, Jomalby (lantmannaskola), Jättböle, Karrböle, Kyrkby, Möckelby, Möckelö, Norrsunda, Ringsböle, Sviby, Södersunda, Torp, Ulfsby, Vargsunda, Vestansunda, Vesterkalmare, Ytterby, Ödanböle, Önningeby, Örens båthamn og Österkalmare.
De fleste af indbyggerne i Jomalas 32 landbyer er beskæftiget i service- og turisterhvervene, men landbruget har også stadig en stor betydning. I Jomala befinder sig også Ålandsøernes eneste lufthavn.
I landsbyen Jettböle er der fundet rester af beboelser fra stenalderen (2500-2000 f.Kr.), og i Borgberget er der rester af vikingebefæstninger.
Jomala Kirke er fra omkring 1280, og dermed er den sandsynligvis Finlands ældste kirke. Dens nuværende form fik den ved flere ombygninger i det 19. århundrede.
På højen Dahlsberge oprettede Rusland under den 1. Verdenskrig Kungsö-batteriet, der også husede en kaserne med ca. 100 soldater. I marts 1918 invaderede tyske soldater Kungsö, og russerne trak sig tilbage. Batteriet blev i 1919 ødelagt af tyske soldater og finske arbejdere.
I naturreservatet Ramsholmen findes der mange sjældne planter f.eks ramsløg og orkidéer. Om foråret præges området bl.a af blomstrende blå anemone og hvid anemone.
Hvert år i begyndelsen af juli afholdes i Jomala den traditionelle bondebryllupsfest, der begynder med, at en bryllupsprocession, klædt i tøj fra det 19. århundrede, går fra Jomala Kirke til ungdomshuset i Berghydan. I september afholdes der høstfest og et stort marked i Jomala bys midte.

## Ekstern henvisning
- www.jomala.aland.fi Kommunens hjemmeside Arkiveret 14. november 2006 hos  Wayback Machine

60°9′N 19°58′Ø / 60.150°N 19.967°Ø
|  | Infoboks uden skabelon Denne artikel har en infoboks dannet af en tabel eller tilsvarende. |